# Saint-Félix (Lot)
Saint-Félix é uma comuna francesa na região administrativa de Occitânia, no departamento de Lot. Estende-se por uma área de 7,73 km². Em 2010 a comuna tinha 537 habitantes (densidade: 69,5 hab./km²).